# Somnium Scipionis
Il Somnium Scipionis (in lingua italiana Il sogno di Scipione) è un celebre brano del trattato De re publica di Marco Tullio Cicerone (composto nel 54 a.C.), corrispondente all'ultima parte del sesto e ultimo libro.

## Contenuto
Il brano è il racconto di un sogno di Scipione Emiliano (protagonista del trattato ciceroniano), ospitato in Numidia dall'anziano re Massinissa, alleato di Roma. In questo sogno, racconta l'Emiliano, gli era apparso il nonno adottivo Scipione l'Africano: costui gli aveva predetto le sue glorie future e la sua morte prematura, mostrandogli però successivamente una visione delle sfere celesti e spiegando che il premio riservato dagli dèi alle anime degli uomini politici virtuosi sarebbe stato l'immortalità dell'anima e una dimora eterna nella Via Lattea.
Affermando l'immortalità dell'anima e l'esistenza di un premio celeste per le buone azioni degli uomini, così come di un aldilà, Cicerone espone, inoltre, rifacendosi a stoici ed aristotelici, la sua visione del cosmo, in cui nella Via Lattea trovano pace le anime che hanno in vita operato per il bene dello Stato.
Il primo paragrafo si apre con l’arrivo di Scipione l’Emiliano in Africa, dove incontra l’anziano re dei Numidi Massinissa. Dopo aver trascorso la giornata a parlare di politica, i due partecipano ad un banchetto sfarzoso, durante il quale hanno l’occasione di continuare i loro discorsi. In particolare, il vecchio re dimostra di ricordare con grande amicizia Scipione l’Africano. Coricatosi, l’Emiliano cade in un sonno profondo e, in sogno, gli appare proprio l’Africano che, facendosi riconoscere, lo invita a fare attenzione e a tramandare ai posteri ciò che gli dirà.
Anzitutto l’Africano gli indica Cartagine dal cielo in cui si trova e gli preannuncia che, come ora la sta attaccando quasi fosse un soldato semplice, nel giro di un paio d’anni la conquisterà nelle vesti di console. Dopodiché aggiunge che, una volta celebrato il trionfo su Cartagine, Scipione Emiliano ricoprirà la carica di censore, che andrà come ambasciatore in Egitto, Siria, Asia e Grecia, e che, una volta rieletto console, raderà al suolo Numanzia. Dopo tutto questo, tornato a Roma, troverà la Repubblica sconvolta dai piani dell’altro nipote dell’Africano, Tiberio Gracco. A questo punto l'Africano Maggiore esorta solennemente il Minore a guidare il popolo romano con il proprio valore, avvertendolo però che quando la sua età arriverà ai 56 anni (otto volte sette, due numeri considerati perfetti), egli morirà, non prima di aver reso stabile lo Stato e averlo sottratto alle mani dei suoi parenti (chiara allusione a Gracco). La narrazione di Scipione è qui interrotta dalla costernazione dei commensali, in particolare quello di Lelio, ma l’Emiliano sorridendo li incoraggia a tacere e ascoltare il resto del suo sogno.
Tutti gli uomini che hanno aiutato, sorretto e che si sono battuti per la patria, secondo le parole dell'Africano, riceveranno di sicuro un posto in cielo, dove potranno godere di una vita eterna. Questo premio verrà riconosciuto ai più valorosi da quel dio "che tutto ha generato" che collocherà gli animi di questi protettori nel luogo da cui erano partiti. Allora Scipione Emiliano interviene chiedendo se il padre Paolo e tutti gli altri che vengono considerati ormai morti ancora vivano, alla quale domanda Africano risponde che sono assolutamente vivi, anche più dei mortali, perché (con un riferimento al platonismo) si sono liberati del corpo che è come un carcere per l'anima e fa notare al nipote l'arrivo dello stesso Paolo, che abbraccia e consola il figlio.
Scipione Emiliano desidera abbandonare la propria vita per raggiungere quella del cielo, ma Paolo gli risponde che potrà raggiungerlo solo se il dio a cui appartiene il cielo lo avrà liberato dal carcere del corpo, dal momento che ad ogni uomo è stato dato il compito di custodire la Terra; a tal fine è stata loro assegnata l'anima, che finché vivono devono mantenere nel carcere del corpo. Troviamo qui uno dei concetti centrali dell'opera:
(De re publica VI 3, ed. Zanichelli)
Il punto di vista del racconto diventa quello di Emiliano, che osserva l'universo dalla Via Lattea: stelle che non aveva mai visto prima, la sfera posta più in basso (la luna) e poi la Terra.
Poi Scipione Africano illustra al nipote la meraviglia del sistema planetario, spiegandogli che sono presenti nove sfere concentriche tra cui la prima è il sommo dio, che contiene le orbite delle stelle e a cui sottostanno sette sfere che ruotano in direzione opposta: Saturno, Giove, Marte, Sole, Venere, Mercurio e infine la Luna. La nona sfera che si trova in posizione centrale è la Terra. Scipione Emiliano avverte un suono assai armonioso e ne chiede l'origine. Il nonno gli risponde che è il suono che proviene dal movimento delle orbite stesse e che tali movimenti non potrebbero svolgersi in silenzio. Spiega inoltre che essi sono più acuti o più gravi a seconda della maggiore o minore velocità di movimento: ci sono sette toni diversi di suoni, "numero che è come il vincolo di tutte le cose". Poiché le orecchie degli uomini ascoltano continuamente questo suono sono diventate molto deboli.
Poi Scipione Africano, accorgendosi che l’Emiliano continua a guardare la terra, gli rivela che vale la pena ricercare solo la gloria celeste: infatti, anche se un uomo raggiungesse la gloria terrena, non sarebbe conosciuta da tutti a causa dei limiti geografici. La terra, egli sostiene, è effettivamente abitata solo per così dire in una piccolissima parte, quella delle fasce temperate; altrove il clima è troppo ostile per permettere agli uomini di sopravvivere: mentre la fascia equatoriale è troppo ardente, ai poli è troppo freddo. Dunque a quale gloria possono aspirare gli uomini? A causa dei cataclismi come gli incendi o le inondazioni, che periodicamente avvengono sulla Terra, non siamo in grado di raggiungere la gloria eterna, perciò si chiede in fondo quale sia la vera importanza di essere ricordati nella storia. È l'occasione per una breve digressione astronomica: il grande anno cosmico, stando ai calcoli, dovrebbe durare più di 11.340 anni solari, quindi, secondo la tradizione sarebbe iniziato nel 716 a.C. con la morte di Romolo (anno di una famosa eclissi totale di sole) e si dovrebbe concludere quando la nostra stella subirà un'eclissi nella medesima posizione da cui è partita.
Il primo trionfatore su Cartagine prosegue dicendo che se Emiliano perderà ogni speranza di ritornare in quel luogo, dove sono appagate tutte le aspirazioni degli uomini grandi ed eccellenti, alla fine che valore può avere questa gloria degli uomini, che a fatica può riguardare una piccolissima parte di un solo anno cosmico? Allora se vorrà guardare verso l’alto e contemplare assiduamente quella dimora e quella abitazione eterna, non deve prestare orecchio alle chiacchiere del volgo e non deve riporre la speranza della vita nelle ricompense terrene; bisogna che la virtù per se stessa lo attragga con il suo fascino al vero onore. Non deve preoccuparsi di ciò che dicono gli altri, dal momento che tutto quel loro parlare è rinchiuso dai serrati geografici, come può osservare anche lui da lassù, e non è mai stato duraturo per nessuno; sepolto con la morte degli uomini, scompare nell’oblio. A questo punto il discorso di Scipione Emiliano si fa anche più partecipato: se è vero che, per chi ha ben meritato della patria, si apre una specie di via per entrare in cielo, dunque egli si dichiara pronto ad adoperarsi con molta più sollecitudine per ciò che ha compiuto fin dall’infanzia, seguendo le orme del padre, tanto più ora, davanti ad una così elevata ricompensa. Gli risponde solennemente il nonno adottivo esortandolo a raccogliere tutti i suoi sforzi, perché egli non è destinato a morire, ma soltanto il corpo, infatti ognuno non è ciò che l'aspetto esteriore mostra, ma ciò che è la sua anima. Gli rammenta:
(De re publica VI 8, ed. Zanichelli)
perché divina è quella forza che ha in sé la vita, che percepisce, che ricorda, che prevede, che così come governa, guida e muove quel corpo, allo stesso modo il dio supremo fa con questo mondo; e come quello stesso dio immortale muove il mondo mortale in qualche parte, così l’anima immortale muove il fragile corpo.
La parte finale dell'opera affronta il tema tradizionale della filosofia antica del movimento e della sua origine: ciò che si muove è per sua natura destinato alla fine, così come il principio unico di tutto è immortale e non può essere sottoposto al moto, altrimenti riceverebbe il suo moto da qualcos'altro e non sarebbe principio unico. Dunque l'anima, che è principio di movimento del corpo, è immortale ed è necessario esercitarla nelle virtù più nobili, tra cui, anzitutto, la cura della patria. Le anime educate a ciò, una volta separate dal corpo, voleranno direttamente alla sede eterna del cielo, mentre quelle che in vita sono state deturpate dai vizi dovranno attendere molti secoli di purificazione girando intorno alla terra. Dopo questo insegnamento, Scipione Emiliano si desta dal sonno.

## Tradizione del testo
Il titolo Somnium Scipionis non risale all'opera di Cicerone che, invece, indica il sogno di Emiliano con il termine visum ("visione"); infatti, nonostante il brano sia arrivato a noi di fatto come un'opera a sé stante, nelle intenzioni dell'autore esso era semplicemente una parte del sesto libro del suo trattato (il De re publica). Cicerone, per riferirsi a esso, usa pertanto l'espressione "sesto libro", come sembra fare nella lettera ad Attico VII 3,2:
(Attico VII 3,2)
L'esigenza di un titolo specifico (e cioè dell'identificazione come opera a sé) si è verosimilmente fatta sentire nell'atto stesso del distacco del Somnium dal sesto libro, ed è poi rimasta immutata in tutta la tradizione. Infatti il brano, che rappresenta circa l'80% del sesto libro − ventuno capitoli su ventisei −, ne è certamente la parte più significativa, almeno da quanto si può dedurre dagli sparuti frammenti, giunti per tradizione indiretta, dei primi cinque capitoli.
Allo stesso modo, i motivi della tradizione manoscritta separata del Somnium rispetto al De re publica sono da ricercare nella particolare natura di questo testo nei confronti dell'opera complessiva: se il trattato illustra infatti un modello di costituzione repubblicana che, nei fatti, era già superato nell'epoca in cui veniva composto, esso non riscuoteva dunque più interesse nell'età dell'Impero; anzi, il solo fatto di appellarsi alla visione ciceroniana dello Stato poteva essere indice di una forma di opposizione al principato. Al contrario, il Somnium acquisì nella tarda antichità un notevole interesse a motivo della sua impostazione neoplatonica assimilabile a quella cristiana.
In esso sono trattati temi di contenuto filosofico-mistico come l'immortalità dell'anima, il premio ultraterreno destinato ai grandi uomini politici benefattori della patria, l'esistenza di un aldilà. Il tema ebbe, in effetti, molto seguito, come evidente in Seneca, nei Dialogi e precisamente nell'opera Ad Marciam de Consolatione, nella quale l'autore latino vuole consolare Marcia, figlia di un censurato autore dell'età di Tiberio, Cremuzio Cordo, per la morte del figlio. Dopo aver elogiato la donna per aver conservato e ripubblicato le opere del padre alla fine dell'impero di Claudio, descrive l'episodio simile a quello proposto da Cicerone nel quale il figlio morto di Marcia incontra il nonno Cremuzio Cordo e con questo entra a far parte di quelle anime privilegiate descritte dall'autore latino.
Questo contenuto di tipo escatologico attirò, ancora, l'attenzione del retore pagano tardo-imperiale Ambrogio Teodosio Macrobio, che scrisse i Commentariorum libri in Somnium Scipionis in due volumi sul Somnium, mentre, per gli stessi motivi, Favonio Eulogio, un retore africano di epoca tarda, allievo di sant'Agostino, scrisse la Disputatio de somnio Scipionis. Il filosofo Anicio Manlio Torquato Severino Boezio cita il Somnium Scipionis nel suo trattato De musica per commentarlo e trattare dell'armonia cosmica. Il libro ebbe, dunque, fortuna nella tarda antichità e nel Medioevo a motivo della sua affinità con la dottrina cristiana sulla vita eterna, tanto da essere stato paragonato al mito di Er ne La Repubblica di Platone, a cui la Repubblica di Cicerone sembra essere una risposta.
In epoca carolingia (IX secolo), il Somnium fu estratto da un manoscritto completo del De re publica per essere unito al commento di Macrobio; per questo motivo, esso continuò a circolare anche dopo la scomparsa dell'opera integrale di cui fu per lungo tempo l'unica parte nota. Il De re publica fu parzialmente ricomposto soltanto a partire dal 1819, quando venne alla luce il testo dei primi cinque libri (buona parte dei primi due e frammenti degli altri).

## Influenza
Il Somnium Scipionis, unito al commento di Macrobio, esercitò una grande influenza sull'intero Medioevo europeo occidentale.
Per quanto invece riguarda il Rinascimento, si ritiene che il Sogno del cavaliere di Raffaello Sanzio possa essere ispirato al Somnium.
Ha ispirato a Pietro Metastasio l'omonimo libretto d'opera, musicato tra gli altri da Wolfgang Amadeus Mozart.

## Galleria d'immagini
Immagini tratte da un manoscritto del XII secolo contenente il commento di Macrobio.

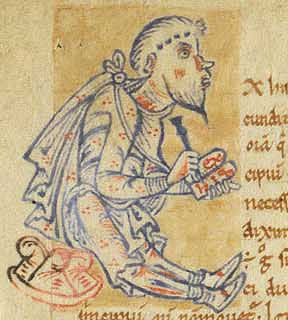
Capolettera in forma di uomo scrivente (probabilmente Macrobio)
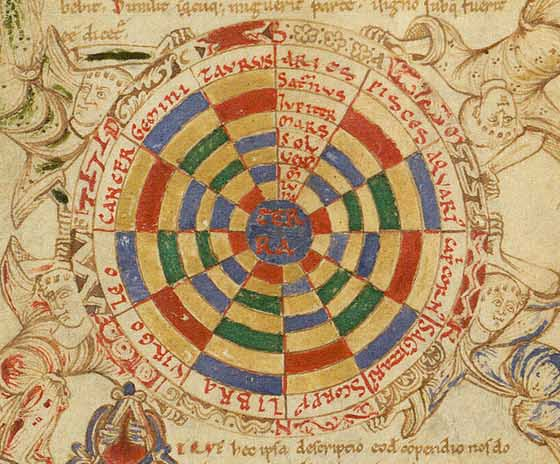
L'universo, con al centro la Terra, circondata dai sette pianeti
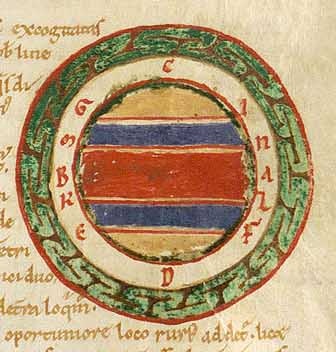
La Terra divisa nelle cinque fasce climatiche (zone ghiacciate in giallo, temperate in blu, fascia torrida in rosso)
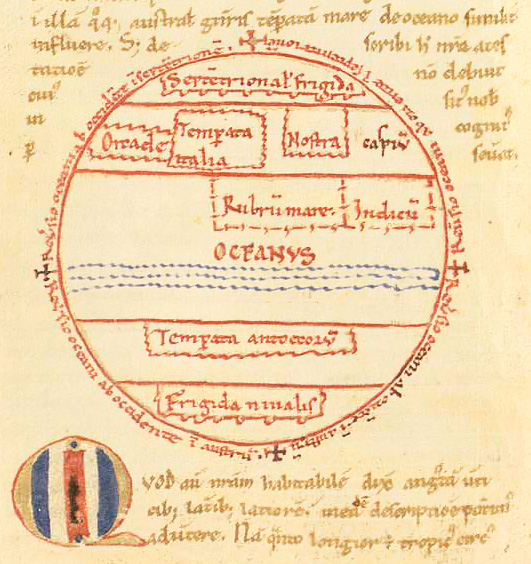
Mappa del mondo
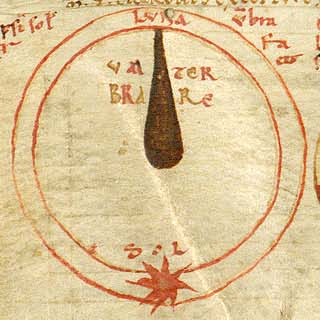
Diagramma di un'eclissi di Luna
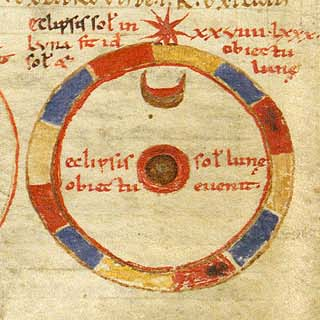
Diagramma di un'eclissi di Sole

## Edizioni e traduzioni italiane
- Cicerone, Il sogno di Scipione, a cura di Fabio Stok, Venezia, Marsilio, 1966
- Marco Tullio Cicerone, Il Sogno di Scipione, a cura di Giuseppe Solaro, con una nota di Luciano Canfora, testo latino a fronte e con testi di Zanobi da Strada, Metastasio e Angelo Mai,[4] Palermo, Sellerio editore, 2008